# Denemarken op het Eurovisiesongfestival 2008

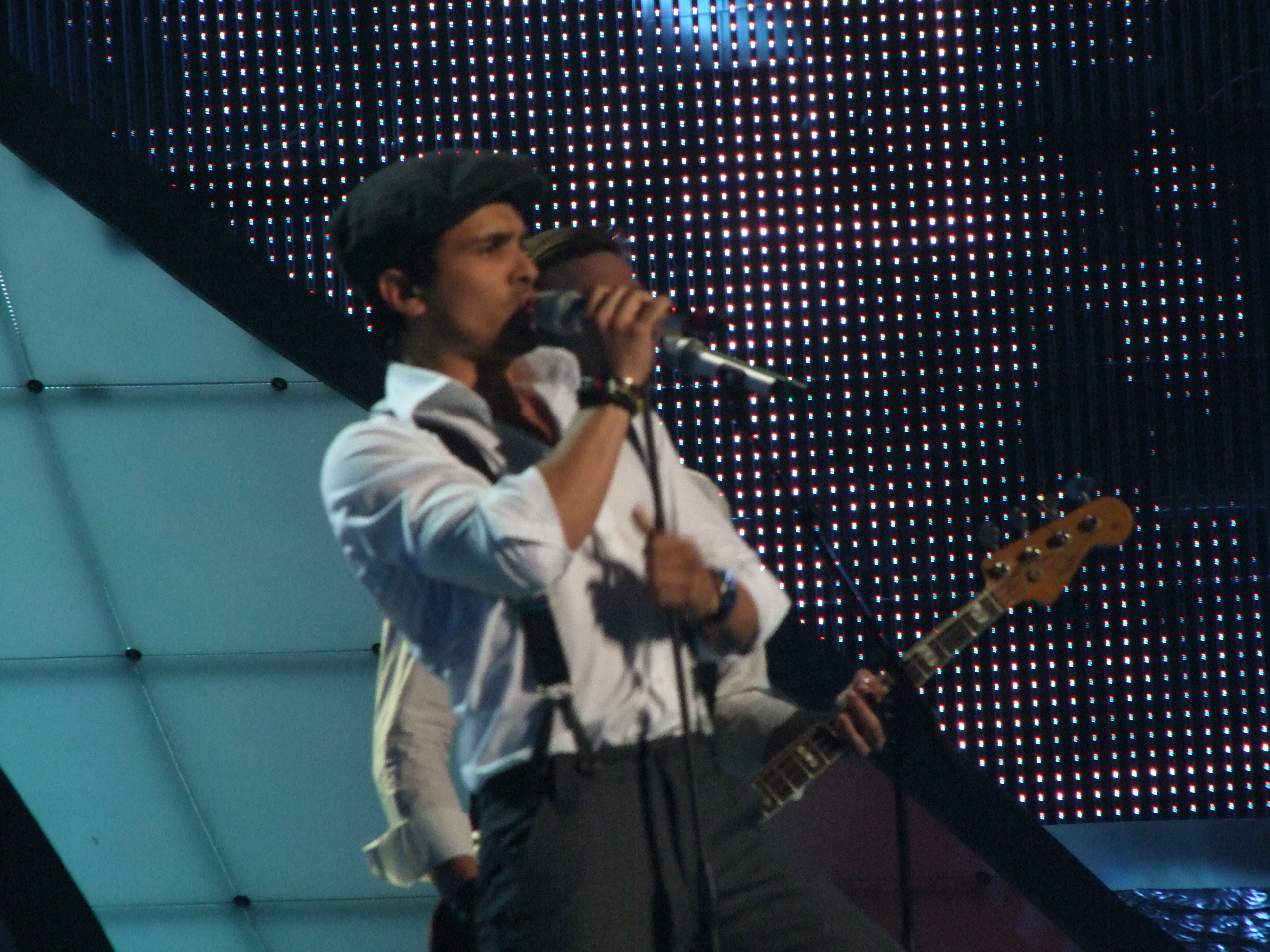
Simon Mathew tijdens de finale van het Eurovisiesongfestival

Denemarken werd op het Eurovisiesongfestival 2008 in Belgrado vertegenwoordigd door Simon Mathew met het lied All night long. Het was de 37ste deelname van Denemarken aan het songfestival.

## Format
De Dansk Melodi Grand Prix bestond voor het tweede jaar op rij uit twee halve finales en een finale. In de halve finales deden telkens acht artiesten mee en vier daarvan gingen rechtstreeks door naar de finale. De winnaars werden gekozen door televoting. Ook werden er nog twee wildcards uitgedeeld, zodat de finale uiteindelijk tien kandidaten zou tellen. 
In de finale werd de televoting opgesplitst per regio.

## Dansk Melodi Grand Prix 2008
| startplaats | artiest           | lied                  | punten | plaats |
| ----------- | ----------------- | --------------------- | ------ | ------ |
| 1           | Hassing & Hassing | Come On Over          | 10     | 6      |
| 2           | Simon Mathew      | All Night Long        | 48     | 1      |
| 3           | Amin Jensen       | Luciano               | 8      | 7      |
| 4           | Kendra Lou        | Until We're Satisfied | 16     | 4      |
| 5           | Unite             | Tree Of Life          | 46     | 2      |
| 6           | Lasse Lindorff    | Hooked On You         | 6      | 9      |
| 7           | Charlie           | Den Jeg Er            | 0      | 10     |
| 8           | Lars & Josefine   | Sweet Memories of You | 8      | 7      |
| 9           | The Dreams        | La' Mig Være          | 16     | 4      |
| 10          | Sandee May        | Spanish Soul          | 42     | 3      |

## In Belgrado
In Belgrado trad Denemarken eerst aan in de tweede halve finale. Tijdens het openmaken van de enveloppen bleek dat Denemarken zich had weten te plaatsen voor de finale.
Mathew ontving drie keer het maximum van 12 punten.
België en Nederland zaten in de andere halve finale.

In de finale trad Denemarken aan als zestiende van 25 landen, na Zweden en voor Georgië. Aan het einde van de puntentelling stond Denemarken op een vijftiende plek met 60 punten. Het land ontving twee keer het maximum van 12 punten, namelijk uit IJsland en Noorwegen. 
België en Nederland hadden geen punten over voor deze inzending.

### Gekregen punten

#### Halve Finale 2
| 12 punten                      | 10 punten                                              | 8 punten                              | 7 punten    | 6 punten              |
| ------------------------------ | ------------------------------------------------------ | ------------------------------------- | ----------- | --------------------- |
| - Hongarije - IJsland - Zweden | - Tsjechië                                             | - Letland - Litouwen - Portugal       |             |                       |
| 5 punten                       | 4 punten                                               | 3 punten                              | 2 punten    | 1 punt                |
| - Cyprus - Zwitserland         | - Albanië - Frankrijk - Malta - Oekraïne - Wit-Rusland | - Georgië - Kroatië - Noord-Macedonië | - Bulgarije | - Verenigd Koninkrijk |

#### Finale
| 12 punten             | 10 punten | 8 punten                        | 7 punten                                       | 6 punten  |
| --------------------- | --------- | ------------------------------- | ---------------------------------------------- | --------- |
| - IJsland - Noorwegen |           |                                 | - Letland                                      |           |
| 5 punten              | 4 punten  | 3 punten                        | 2 punten                                       | 1 punt    |
| - Portugal - Zweden   | - Malta   | - Estland - Verenigd Koninkrijk | - Hongarije - Litouwen - San Marino - Tsjechië | - Ierland |

### Punten gegeven door Denemarken

#### Halve Finale
Punten gegeven in de halve finale:
| 12 punten | Zweden          |
| 10 punten | IJsland         |
| 8 punten  | Turkije         |
| 7 punten  | Oekraïne        |
| 6 punten  | Letland         |
| 5 punten  | Zwitserland     |
| 4 punten  | Malta           |
| 3 punten  | Kroatië         |
| 2 punten  | Noord-Macedonië |
| 1 punt    | Hongarije       |

#### Finale
Punten gegeven in de finale:
| 12 punten | IJsland               |
| 10 punten | Noorwegen             |
| 8 punten  | Zweden                |
| 7 punten  | Oekraïne              |
| 6 punten  | Letland               |
| 5 punten  | Frankrijk             |
| 4 punten  | Turkije               |
| 3 punten  | Griekenland           |
| 2 punten  | Bosnië en Herzegovina |
| 1 punt    | Spanje                |

1957 · 1958 · 1959 · 1960 · 1961 · 1962 · 1963 · 1964 · 1965 · 1966 · 1967-1977 · 1978 · 1979 · 1980 · 1981 · 1982 · 1983 · 1984 · 1985 · 1986 · 1987 · 1988 · 1989 · 1990 · 1991 · 1992 · 1993 · 1994 · 1995 · 1996 · 1997 · 1998 · 1999 · 2000 · 2001 · 2002 · 2003 · 2004 · 2005 · 2006 · 2007 · 2008 · 2009 · 2010 · 2011 · 2012 · 2013 · 2014 · 2015 · 2016 · 2017 · 2018 · 2019 · 2020 · 2021 · 2022 · 2023 · 2024 · 2025